# Mistrzostwa Europy w Rugby 7 Mężczyzn 2023
Mistrzostwa Europy w Rugby 7 Mężczyzn 2023 – dwudzieste pierwsze mistrzostwa Europy w rugby 7 mężczyzn, oficjalne międzynarodowe zawody rugby 7 o randze mistrzostw kontynentu organizowane przez Rugby Europe mające na celu wyłonienie najlepszej męskiej reprezentacji narodowej w tej dyscyplinie sportu w Europie. Zostały rozegrane w formie sześciu turniejów w czterech hierarchicznie ułożonych dywizjach w okresie od 9 czerwca – 9 lipca 2023 roku. W walce o tytuł mistrzowski brało udział dwanaście zespołów, pozostałe europejskie drużyny, które przystąpiły do rozgrywek, występowały w niższych dywizjach, pomiędzy wszystkimi czterema istniał system awansów i spadków.
W pierwszym turnieju mistrzowskim rozegranym w portugalskim regionie Algarve wygrali Irlandczycy w finale pokonując niespodziankę zawodów, Gruzinów. W drugim natomiast zwyciężyli Hiszpanie, a trzecie miejsce wystarczyło Irlandczykom do triumfu w klasyfikacji generalnej. Wyróżniającymi się zawodnikami w mistrzowskich turniejach byli Giorgi Jobava, Jordan Conroy, Manuel Marta, Pol Pla, Alexis Levron, Ben Ellermann, Jamie Adamson, Juan Ramos, Ali Dabo, Billy Dardis, Jakob Dipper, José Paiva dos Santos i Tom Emery.

## Informacje ogólne
Mistrzostwa zostały rozegrane w formie sześciu turniejów – dwóch w GPS oraz czterech w niższych dywizjach.
Mistrzem Europy zostawała drużyna, która po rozegraniu dwóch turniejów na przełomie czerwca i lipca – w Vila Real de Santo António i Hamburgu – zgromadziła najwięcej punktów, które były przyznawane za zajmowane w nich miejsca:
| Miejsce | Punkty |
| ------- | ------ |
| 1       | 20     |
| 2       | 18     |
| 3       | 16     |
| 4       | 14     |
| 5       | 12     |
| 6       | 10     |
| 7       | 8      |
| 8       | 6      |
| 9       | 4      |
| 10      | 3      |
| 11      | 2      |
| 12      | 1      |

Reprezentacje w każdym z turniejów zostały podzielone na trzy czterozespołowe grupy rywalizujące w pierwszej fazie w ramach grup systemem kołowym, po czym nastąpiła faza pucharowa – z awansem do półfinałów dla czołowej dwójki z każdej z grup bądź też z walką o poszczególne miejsca dla zespołów z tych samych pozycji. W fazie grupowej spotkania toczone były bez ewentualnej dogrywki, za zwycięstwo, remis i porażkę przysługiwały odpowiednio trzy, dwa i jeden punkt, brak punktów natomiast za nieprzystąpienie do meczu. W przypadku tej samej liczby punktów ich lokaty miały być ustalane kolejno na podstawie:
1. wyniku meczów pomiędzy zainteresowanymi drużynami;
2. lepszego bilansu punktów zdobytych i straconych;
3. lepszego bilansu przyłożeń zdobytych i straconych;
4. większej liczby zdobytych punktów;
5. większej liczby zdobytych przyłożeń;
6. rzutu monetą.

W przypadku remisu w fazie pucharowej organizowana była dogrywka składająca się z dwóch pięciominutowych części, z uwzględnieniem reguły nagłej śmierci.
Przystępujące do turnieju reprezentacje mogły liczyć maksymalnie dwunastu zawodników. Rozstawienie w każdych zawodach następowało na podstawie wyników poprzedniego turnieju, a w przypadku pierwszych zawodów – na podstawie rankingu z poprzedniej edycji.
Pomiędzy dywizjami istniał system awansów i spadków – po zakończonym sezonie po dwie najsłabsze reprezentacje z trzech poziomów rozgrywek zostały relegowane do niższej klasy rozgrywkowej, a ich miejsce zajęły dwie czołowe drużyny Trophy i finaliści Conference.
Wszystkie turnieje zostały rozegrane wraz z zawodami żeńskimi i były transmitowane w Internecie. Sędziowie zawodów.

## Turnieje

### Algarve (9–11 czerwca)
| Miejsce | Reprezentacja   |
| ------- | --------------- |
| 1       | Irlandia        |
| 2       | Gruzja          |
| 3       | Francja         |
| 4       | Wielka Brytania |
| 5       | Portugalia      |
| 6       | Hiszpania       |
| 7       | Niemcy          |
| 8       | Włochy          |
| 9       | Belgia          |
| 10      | Litwa           |
| 11      | Rumunia         |
| 12      | Czechy          |

|  |                 |                 |           |                   |    |        |        |       |
|  | Półfinały       | Półfinały       | Półfinały |                   |    | Finał  | Finał  | Finał |
|  | Półfinały       | Półfinały       | Półfinały |                   |    | Finał  | Finał  | Finał |
|  | 11 czerwca 2023 |                 |           |                   |    |        |        |       |
|  |                 |                 |           |                   |    |        |        |       |
|  | Gruzja          | Gruzja          | 14        |                   |    |        |        |       |
|  | Gruzja          | Gruzja          | 14        | 11 czerwca 2023   |    |        |        |       |
|  | Francja         | Francja         | 7         |                   |    |        |        |       |
|  | Francja         | Francja         | 7         |                   |    | Gruzja | Gruzja | 10    |
|  | 11 czerwca 2023 |                 |           |                   |    | Gruzja | Gruzja | 10    |
|  |                 |                 | Irlandia  | Irlandia          | 19 |        |        |       |
|  | Wielka Brytania | Wielka Brytania | Irlandia  | Irlandia          | 19 | 14     |        |       |
|  | Wielka Brytania | Wielka Brytania |           |                   |    |        |        |       |
|  | Irlandia        | Irlandia        | 17        |                   |    |        |        |       |
|  | Irlandia        | Irlandia        | 17        | Mecz o 3. miejsce |    |        |        |       |
|  |                 |                 |           |                   |    |        |        |       |
|  | 11 czerwca 2023 |                 |           |                   |    |        |        |       |
|  |                 |                 |           |                   |    |        |        |       |
|  | Francja         | Francja         | 21        |                   |    |        |        |       |
|  | Francja         | Francja         | 21        |                   |    |        |        |       |
|  | Wielka Brytania | Wielka Brytania | 14        |                   |    |        |        |       |
|  | Wielka Brytania | Wielka Brytania | 14        |                   |    |        |        |       |

### Hamburg (7–9 lipca)
| Miejsce | Reprezentacja   |
| ------- | --------------- |
| 1       | Hiszpania       |
| 2       | Francja         |
| 3       | Irlandia        |
| 4       | Wielka Brytania |
| 5       | Niemcy          |
| 6       | Portugalia      |
| 7       | Włochy          |
| 8       | Belgia          |
| 9       | Gruzja          |
| 10      | Rumunia         |
| 11      | Litwa           |
| 12      | Czechy          |

|  |                 |                 |           |                   |    |         |         |       |
|  | Półfinały       | Półfinały       | Półfinały |                   |    | Finał   | Finał   | Finał |
|  | Półfinały       | Półfinały       | Półfinały |                   |    | Finał   | Finał   | Finał |
|  | 9 lipca 2023    |                 |           |                   |    |         |         |       |
|  |                 |                 |           |                   |    |         |         |       |
|  | Wielka Brytania | Wielka Brytania | 7         |                   |    |         |         |       |
|  | Wielka Brytania | Wielka Brytania | 7         | 9 lipca 2023      |    |         |         |       |
|  | Francja         | Francja         | 33        |                   |    |         |         |       |
|  | Francja         | Francja         | 33        |                   |    | Francja | Francja | 19    |
|  | 9 lipca 2023    |                 |           |                   |    | Francja | Francja | 19    |
|  |                 |                 | Hiszpania | Hiszpania         | 21 |         |         |       |
|  | Irlandia        | Irlandia        | Hiszpania | Hiszpania         | 21 | 19      |         |       |
|  | Irlandia        | Irlandia        |           |                   |    |         |         |       |
|  | Hiszpania       | Hiszpania       | 24        |                   |    |         |         |       |
|  | Hiszpania       | Hiszpania       | 24        | Mecz o 3. miejsce |    |         |         |       |
|  |                 |                 |           |                   |    |         |         |       |
|  | 9 lipca 2023    |                 |           |                   |    |         |         |       |
|  |                 |                 |           |                   |    |         |         |       |
|  | Wielka Brytania | Wielka Brytania | 7         |                   |    |         |         |       |
|  | Wielka Brytania | Wielka Brytania | 7         |                   |    |         |         |       |
|  | Irlandia        | Irlandia        | 12        |                   |    |         |         |       |
|  | Irlandia        | Irlandia        | 12        |                   |    |         |         |       |